# 4-(1-Pyrrolidinyl)pyridin
4-(1-Pyrrolidinyl)pyridin ist eine organische Verbindung aus dem Bereich der Heterocyclen. Es handelt sich um einen Pyridinring, der in 4-Position mit einem 1-verknüpften Pyrrolidinring substituiert ist. PPY wurde 1969 von Wolfgang Steglich entdeckt. Es wird in Acylierungen zur Aktivierung der eingesetzten Carbonsäureanhydride, wobei es eine deutlich höhere Reaktionskinetik als Pyridin induziert. Es werden sogar noch schnellere Reaktionsgeschwindigkeiten als mit 4-DMAP erreicht.

## Darstellung
PPY kann durch Reaktion von Pyridin mit Thionylchlorid und anschließender Umsetzung mit N-Formylpyrrolidin in guter Ausbeute erhalten werden. Auch die Reaktion von 4-Chlorpyridin mit Pyrrolidin durch Mikrowellenbestrahlung liefert PPY in sehr guter Ausbeute.